# Lawrence Robert Klein
Lawrence Robert Klein (Omaha, 14 de setembro de 1920 — Gladwyne, 20 de outubro de 2013) foi um economista estadunidense.
Professor na Wharton School, foi laureado com o Prémio de Ciências Económicas em Memória de Alfred Nobel de 1980.
Lawrence R. Klein recebeu o Prémio Nobel em 1980 pela criação de modelos económicos e a sua aplicação à análise das flutuações e das políticas económicas. Klein começou a criar modelos enquanto era ainda estudante universitário. Depois de completar o doutoramento no MIT (Instituto de Tecnologia de Massachusetts) ingressou na Cowles Commisson for Research in Economics, que fazia parte da University of Chicago. Aí criou um modelo da economia dos Estados Unidos da América, usando como ponto de partida o anterior modelo de Jan Tinbergen. O seu propósito era a utilização do modelo para prever as condições económicas e para estimar o impacto das mudanças nas despesas governamentais, nos impostos e noutras políticas.
Em 1946, a convicção geral era a de que a Segunda Guerra Mundial afundaria a economia numa depressão que duraria alguns anos. Klein serviu-se do modelo para contestar esta ideia. A procura de bens de consumo insatisfeita durante o período de guerra, argumentou Klein, aliada ao poder de compra dos soldados que regressavam a casa impediriam uma depressão. E Klein tinha razão. Mais tarde previu corretamente que o fim da Guerra da Coreia traria apenas uma pequena recessão.
Klein mudou-se para a University of Michigan, onde passou a elaborar modelos da economia norte-americana cada vez mais alargados e complexos. O modelo Klein-Goldberger, que criou em parceria com o estudante Arthur Goldberger, remonta a essa época. Mas em 1954, depois de lhe terem negado o cargo por ter sido membro do Partido Comunista entre 1946-1947, Klein transferiu-se para Oxford University, onde elaborou um modelo da economia britânica.
Em 1958 Klein juntou-se ao Departamento de Economia da University of Pennsylvania. Tem sido professor de Economia e Finanças na Wharton School desde 1968 e foi aí que concebeu o famoso modelo Wharton da economia norte americana, com mais de 1 000 equações simultâneas que são resolvidas por computadores.
Em 1976, Klein foi o coordenador da equipa económica de Jimmy Carter, mas recusou um convite para integrar o novo Governo de Carter. Em 1977, foi presidente da American Economic Association.

## Publicações
- Klein, Lawrence Robert (1970). An essay on the theory of economic prediction. Col: Markham economics series American ed. Chicago: Markham Publishing Company. ISBN 0-8410-2005-1. LCCN 73122300
- Economic Fluctuations in the United States, 1921–41 (1950)
- An Econometric Model of the United States, 1929–52 (with AS Goldberger, 1955)
- The Keynesian Revolution (1947) ISBN 0-333-08131-5
- The Wharton Econometric Forecasting Model (with MK Evans, 1967)
- A Textbook of Econometrics (1973) ISBN 0-13-912832-8
- The Brookings Model (With Gary Fromm. 1975)
- Econometric Model Performance (1976)
- An Introduction to Econometric Forecasting and Forecasting Models (1980) ISBN 0-669-02896-7
- Econometric Models As Guides for Decision Making (1982) ISBN 0-02-917430-9
- The Economics of Supply and Demand 1983
- Economics, Econometrics and The LINK (with M Dutta, 1995) ISBN 0-444-81787-5
- China and India: Two Asian Economic Giants, Two Different Systems (2004). Article free downloadable at the journal Applied Econometrics and International Development usc.es